# Hermacha nigrispinosa
Hermacha nigrispinosa är en spindelart som beskrevs av Tucker 1917. Hermacha nigrispinosa ingår i släktet Hermacha och familjen Nemesiidae. Inga underarter finns listade i Catalogue of Life.